# 宇都宮市立清原中学校
宇都宮市立清原中学校（うつのみやしりつきよはらちゅうがっこう）は、栃木県宇都宮市鐺山町にある公立中学校。

## 概要

### 年表
- 1947年（昭和22年）4月28日 - 芳賀郡清原村立清原中学校として旧清原村国民学校内に併設し創立
- 1948年（昭和23年）4月14日 - 旧宇都宮陸軍飛行学校の敷地と校舎の払い下げを受け移転
- 1954年（昭和29年）
  - 1月1日 - 校旗樹立、男女統一の校章制定
  - 8月10日 - 市町村合併により宇都宮市立清原中学校となる
- 1967年（昭和42年）12月12日 - 体育館兼講堂完成
- 1970年（昭和45年）12月25日 - 教室4室、音楽室などの校舎第2期工事竣工
- 1972年（昭和47年）2月22日 - 管理棟（旧1号棟および3号棟）・技術室からなる校舎第4期工事竣工
- 1980年（昭和55年）3月31日 - 25mプール竣工
- 1982年（昭和57年）6月13日 - 新校舎建設のため、3号棟校舎を取り壊し
- 1984年（昭和59年）3月7日 - 鉄筋4階建ての新校舎（2号棟）落成
- 1985年（昭和60年）
  - 3月 - 正門完成、昭和57 - 59年度卒業生より時計塔を寄贈される
  - 7月23日 - 生徒増加のためプレハブ校舎設置
- 1988年（昭和63年）3月14日 - 増築新校舎落成
- 1991年（平成3年）3月 - 鉄筋コンクリート2階建ての新体育館落成
- 1997年（平成9年）7月19日 - 新校舎（新1号棟）建設のため木造校舎の旧1号棟を曳家で移設（新校舎完成後に取り壊し）
- 1999年（平成11年）2月10日 - 新校舎落成・創立50周年記念式典挙行および記念誌発行
- 2007年（平成19年）6月12日 - 創立60周年記念運動会挙行
- 2008年（平成20年）7月14日 - 各教室エアコン設置
- 2010年（平成22年）8月22日 - 全国中学生弓道大会女子団体優勝

### 赤松
宇都宮陸軍飛行学校時代から敷地内に群生しており、移転当時は2階建ての南校舎と平屋建ての北校舎の間は松林によって隔たれ、松林の間は屋根付きの渡り廊下で結ばれていた。1971年の時点で平均樹齢80年高さ30m、144本の赤松群が本校の象徴となっていた。校歌の冒頭は「松の緑に朝日影さし」となっている。
- 1973年3月26日 - 日陰解消のために新校舎前の18本伐採
- 1980年2月17日 - 松食虫寄生により枯れた16本を伐採
- 1985年12月13日 - 松の木3本伐採
- 1990年8月29日 - 台風による倒木のため1本伐採
- 1991年2月15日 - 平成2年度卒業生の卒業記念に10本植樹
- 1999年 - 50周年記念として、正門北側に12本、玄関前に10本をそれぞれ寄贈を受け植樹

### 制服
- かつては、男子は詰め襟の学生服、女子は紺色のブレザーとスカート。
- 1990年4月 - 新1年生のみ、松の緑をイメージした深緑色のブレザー型の新制服に。新2･3年生は卒業まで従来の制服。
  - 冬服 : 男子は、ブレザーに緑色のネクタイ（取り付け式）と白のYシャツ、下はスラックス。女子は、ブレザーと赤のリボンに白の丸襟ブラウス、下はスカート。
  - 夏服 : 男子は白のYシャツにネクタイなし。女子はベスト（半袖）にスカート、リボンなし。
- 1996年4月 - 新1年生より体育着が新デザインのハーフパンツで男女で色分け（男子はパープル系、女子はローズ系）に変更。
- 2016年4月 - 新1年生より体育着が新デザインの男女共にブルー系に変更。
- 2018年 - 新1年生のみ、チェックの柄などを変更した新制服に。新2・3年生は卒業まで従来の制服。

## 教育目標
1. 活力のある生徒・・・がん張る人
2. よく考え、創造する生徒・・・考える人
3. 豊かな心を持ち、思いやりのある生徒・・・思いやりのある人

## 生徒会活動
- 中央委員会
  - 生徒会執行部
  - 中央委員会

- 専門委員会
  - 学年委員会
  - 学習委員会
  - 美化委員会
  - 緑化委員会
  - 保健体育委員会
  - 図書委員会
  - 広報委員会
  - 給食委員会

## 部活動・クラブ活動
年度によっては活動停止となる部もある。
- 野球部
- サッカー部
- 卓球部
- 女子バドミントン部
- 男子バドミントン部
- 女子バレーボール部
- 男子バレーボール部
- 柔道部
- 女子ソフトテニス部
- 男子ソフトテニス部
- 弓道部
- 剣道部
- 吹奏楽部
- 女子バスケットボール部
- 男子バスケットボール部
- 陸上部
- 美術部
- パソコン部
- 水泳部

## 学校行事
- 運動会
- 文化祭
- 合唱コンクール
- 持久走大会
- 冒険活動教室（1年生のみ）
- 百人一首大会（1年生のみ）
- 職業体験（2年生のみ）
- 立志式およびスキー教室（2年生のみ）
- 修学旅行（3年生のみ）

## 通学区域
宇都宮市
- 板戸町
- 上籠谷町
- 刈沼町
- 清原工業団地
- 桑島町

- 鐺山町
- 竹下町
- 道場宿町
- 野高谷町

- 氷室町
- 満美穴町
- 清原台1-6丁目
- ゆいの杜1-8丁目

## 進学前小学校
- 宇都宮市立清原中央小学校
- 宇都宮市立清原南小学校
- 宇都宮市立清原東小学校
- 宇都宮市立清原北小学校
- 宇都宮市立ゆいの杜小学校

## 交通
- 宇都宮ライトレール線清陵高校前電停より徒歩7分

### 通学方法
通学区域が東西8km南北13kmと広範囲のため全校生徒のほとんどが自転車通学であり、日本交通管理技術協会の自転車通学モデル校でもある。宇都宮ライトレール開業後の2023年10月中旬時点では20人の生徒が宇都宮ライトレールを利用して通学している。